# Pomnik marszałka Józefa Piłsudskiego w Gdańsku
Pomnik Józefa Piłsudskiego w Gdańsku – pomnik Józefa Piłsudskiego znajdujący się w dzielnicy Strzyża.

## Opis
Na przełomie lat 80. i 90. XX wieku zrodził się pomysł postawienia w Gdańsku pomnika poświęconego Józefowi Piłsudskiemu. Został stworzony Społeczny Komitet Budowy Pomnika Marszałka J. Piłsudskiego, jego przewodniczącym był Andrzej Zbierski.
6 września 2005 rozstrzygnięto konkurs na projekt pomnika, zwyciężył Tomasz Radziewicz.
11 listopada 2006 odbyła się uroczystość odsłonięcia pomnika.
Pomnik znajduje się u zbiegu alei Grunwaldzkiej i Wojska Polskiego w dzielnicy Strzyża.